# Rebelles le week-end
Albums de Sourire kabyle
Histoires de N
(1997)
Rebelles... le week-end est un maxi 4 titres du groupe punk français Sourire kabyle, sorti en 1999 sur le label Dialektik Records. C'est la dernière production du groupe avant sa séparation en 2000.

## Titres de l'album
1. Céline
2. C'est vide
3. Il était 1x
4. Rebelle (le week-end)